# 米奇17號
《米奇17號》（英語：Mickey 17）是一部2025年韓美合拍的科幻黑色喜劇電影，由奉俊昊編導，改編自愛德華·艾希頓的2022年小說《米奇7號》，由羅伯·派汀森、娜歐蜜·艾基、史蒂芬·元、東妮·克莉蒂和馬克·盧法洛主演。電影講述公元2054年，米奇·巴恩斯（Mickey Barnes）簽約成為人類殖民地的可拋式複製工人。直到一次任務中，「米奇17號」及其複製體發現了上層的陰謀，於是共同反抗統治殖民地的領導人。
《米奇17號》2025年2月15日在第75屆柏林影展上首映，2025年2月28日由華納兄弟影業安排在韓國上映，3月7日在美國上映。本片在影評界的口碑普遍正面，但票房表現令人失望。

## 劇情
本片以米奇17號受困於一個結冰的洞窟為開場，友人提莫路過但見死不救。
2054年，米奇·巴恩斯是個沒有特殊專長的男子，他和提莫為了躲債而報名參加前參議員肯尼斯·馬歇爾主持的太空探索計畫，米奇盲目地應徵了「消耗工」這個職缺。後來米奇才知道，自己成了太空船上唯一的可拋式僱員，盡是從事些危險的工作。每當他死於非命，人類複印機（一項備受爭議的科技，在地球上被禁用）就會製作出一個新的肉身。米奇的記憶同步備份於一個磚頭外觀的裝置，再生後也能保留記憶，因此米奇感覺自己持續地活著。他在太空船上與保安人員娜夏相戀，使日子不那麼難熬。
經過四年的航程，太空船抵達目標星球——尼弗海姆星（Niflheim），星球上一片冰天雪地。接續片頭，孤立無援的米奇17號被洞窟裡的一群蟲狀生物「伏蟲」（Creeper）拖走，但伏蟲沒有將他吃掉，而是丟到外頭的雪地。米奇17號返回太空船，卻發現米奇18號已出現在他的房間。兩人成了複數人（Muitiples），這個情況嚴重違反規定，一旦被發現就會被處決。個性火爆的米奇18號想直接除掉米奇17號，米奇17號因記憶不再得到備份而不願死去。在娜夏的協調下，兩人暫且共處。
與此同時，馬歇爾正在主持活動，現場切割從尼弗海姆開採的岩石。岩石裡冒出兩隻伏蟲，導致現場大亂。米奇18號對馬歇爾懷恨在心，到場企圖刺殺馬歇爾未果，隨後連同米奇17號和娜夏一起被捕。兩隻伏蟲之一的「盧克」（Luko）當場被保全射殺，另一隻「佐克」（Zoco）則被捕獲並折磨，使得大量伏蟲來到地面上並包圍太空船。在牢裡，米奇17號等三人遭逢提莫的背叛，提莫打算以殘忍手段殺死其中一個米奇、拍成影片來滿足債主，但米奇18號與娜夏成功智取提莫。
米奇17號、米奇18號與娜夏被帶到馬歇爾面前接受裁決，馬歇爾銷毀了米奇的記憶備份。面對太空船外頭的伏蟲，馬歇爾打算用化学武器一舉消滅，但出於好玩而先派米奇17號與米奇18號下船對付伏蟲，並隨時可以引爆兩人身上的炸彈。米奇17號拿著科學家開發的翻譯器原型，與體型最大的伏蟲媽媽溝通。伏蟲媽媽要求釋放佐克，並且人類必須死一人來為盧克償命。與此同時，馬歇爾搭乘車隊出發，意圖在動武前對伏蟲發表光榮演說。伏蟲群起騷動，米奇18號趁亂跳上馬歇爾的車，引爆自身炸彈與他同歸於盡。另一方面，娜夏接收到米奇17號的暗號後，下船帶著佐克穿過蟲群並交還。鑒於馬歇爾的死和佐克平安歸返，伏蟲媽媽解除了對人類的敵意。
六個月後，娜夏成為太空船的領導階層，下令銷毀人類複印機，米奇17號不再被以序號稱之，而是叫做米奇·巴恩斯。

## 演員
- 羅伯·派汀森飾演米奇·巴恩斯（Mickey Barnes）
- 娜歐蜜·艾基飾演娜夏（Nasha）
- 史蒂芬·元飾演提莫（Timo）
- 馬克·盧法洛飾演肯尼斯·馬歇爾（Kenneth Marshall）
- 東妮·克莉蒂飾演伊兒法·馬歇爾（Ylfa Marshall）
- 荷莉黛·葛蘭格（英语：Holliday Grainger）飾演潔瑪（Gemma）
- 安娜瑪麗亞·沃特魯梅飾演凱·卡茲（Kai Katz）
- 托馬斯·托庫斯飾演火箭筒士兵（Bazooka Soldier）
- 安格斯·伊姆利（英语：Angus Imrie）飾演蝦眼（Shrimp Eyes）
- 卡麥隆·布瑞頓（英语：Cameron Britton）飾演阿卡迪（Arkady）
- 珮西·費蘭（英语：Patsy Ferran）飾演朵洛西（Dorothy）
- 丹尼爾·亨歇爾（英语：Daniel Henshall）飾演普雷斯頓（Preston）
- 史帝夫·朴（英语：Steve Park (comedian)）飾演齊克探員（Agent Zeke）
- 提姆·凱（英语：Tim Key）飾演鴿子人（Pigeon Man）

## 製作
2022年1月，據報導奉俊昊將編導一部改編自愛德華·艾希頓（Edward Ashton）的2022年小說《米奇7號》的電影。該片由羅伯·派汀森主演，華納兄弟發行。5月，派汀森確認出演，而東妮·克莉蒂、馬克·盧法洛和娜歐蜜·艾基參演。7月，史蒂芬·元參演。2022年12月，公佈正式片名為《米奇17號》（Mickey 17），並排定於2024年3月29日上映。

### 拍攝
主體拍攝於2022年8月1日在英國開始進行。

## 發行
《米奇17號》最初由華納兄弟排定於2024年3月29日美國上映，之後官方宣布延期。2024年2月，宣布新檔期為2025年1月31日，2024年12月再度延期至2025年3月7日。2025年1月，宣布將在2025年2月15日在第75屆柏林影展全球首映，並安排2025年2月28日於韓國上映。

### 評價
根据評論匯總网站爛番茄汇总的305篇评论文章，77%的评论家给予该作正面评价，平均打分为7.10分（满分10分）。在Metacritic上，60位影評人共給予了72分的分數（滿分100分），這部電影獲得了「普遍好評」。

### 票房
《米奇17號》需要在全球獲得2.4億至3億美元的票房才能達到收支平衡。
《米奇17號》在韓國首映票房開盤為170萬美元，成為華納兄弟在疫情後最高的首映票房，超過了帕丁森電影《蝙蝠俠》（2022年）先前創下的紀錄。韓國首映週末票房達900萬美元。
在美國和加拿大，分析師預估本片在首映週末能從3770家影院獲得1900萬至2000萬美元的票房。首日票房為770萬美元，包含週四晚間先行場的250萬美元。本片首映票房達1910萬美元，成為當週票房冠軍，但考慮到預算，此表現難以獲利。
| 上一届： 《美國隊長：無畏新世界》 | 2025年韓國週末票房冠軍 第9-12週 | 下一届： 《终极对弈》 |

## 備註
1. ↑  導演奉俊昊接受《韓國日報》採訪時直接表示，《米奇17號》除去行銷費後的正確預算為1.18億美元[3]。

## 外部連結
- 官方网站
- 互联网电影数据库（IMDb）上《米奇17號》的资料（英文）
- AllMovie上《米奇17號》的资料（英文）
- Metacritic上《米奇17號》的資料（英文）
- Box Office Mojo上《米奇17號》的资料（英文）
- 爛番茄上《米奇17號》的資料（英文）
- 開眼電影網上《米奇17號》的資料（繁體中文）
- 豆瓣电影上《米奇17號》的資料 （简体中文）